# Uit oude grond
Uit oude grond è il terzo album in studio del gruppo folk/viking metal olandese Heidevolk, pubblicato nel 2010.

## Tracce
1. Nehalennia – 5:19
2. Ostara – 4:39
3. Vlammenzee – 3:57
4. Een Geldersch lied – 4:09
5. Dondergod – 4:04
6. Reuzenmacht – 5:19
7. Alvermans wraak – 5:12
8. Karel van Egmond, hertog van Gelre – 5:15
9. Levenslot – 4:26
10. Deemstering – 3:13
11. Beest bij nacht – 4:47